# 社会革命
社会革命是指社会结构和性质的突然变化。这类革命通常不仅仅改变政治体系，还会对社会、经济、文化、哲学和技术产生深远的影响。